# Турки-кіпріоти
Турки-кіпріоти (тур. Kıbrıs Türkleri) — етнічні турки, родом з Кіпру. Проживають у Турецькій Республіці Північного Кіпру.

## Походження
Етнічний і культурний склад Кіпру радикально змінився після завоювання Османською імперією в 1571 році. У майже чисто грецьке населення острова іммігрували туди турки, які принесли на острів свою релігію і культуру. Згідно з указом султана Селіма II на Кіпр переселилися 5720 жителів Османської імперії з південного узбережжя Малої Азії. Більшість з них були фермерами, але також зустрічалися і ремісники, ювеліри, кравці, шевці та представники інших професій. Крім того, на Кіпр прибуло багато військовослужбовців, серед яких було 12 000 солдатів, 4000 вершників і 20 000 колишніх військових і членів їх сімей.
Підпорядкування також призвело до того, що багато жителів острова, сповідували православне християнство і маронітство, змушені були прийняти іслам, щоб не зазнавати труднощів.

## Культура
Турецька кіпрська ідентичність базується на їхньому етнічному турецькому корінні та зв'язку з материковою Туреччиною.

#### Релігія
Більшість турків-кіпріотів — мусульмани-суніти. Однак не всі активно сповідують релігію.

#### Мова
Розмовляють турецькою мовою, що набула поширення після завоювання Кіпру Османською імперією 1571 року.

## Діаспора
У ХІХ-ХХ століттях з острова відбулася значна еміграція кіпрських турків, головним чином до Великої Британії, Австралії та Туреччини. Еміграція з Кіпру в основному відбувалась з економічних та політичних причин. За даними Міністерства закордонних справ ТРСК, у 2001 році в Туреччині проживало 500 000 кіпріотських турків; 200 000 у Великій Британії.